# Majkovití

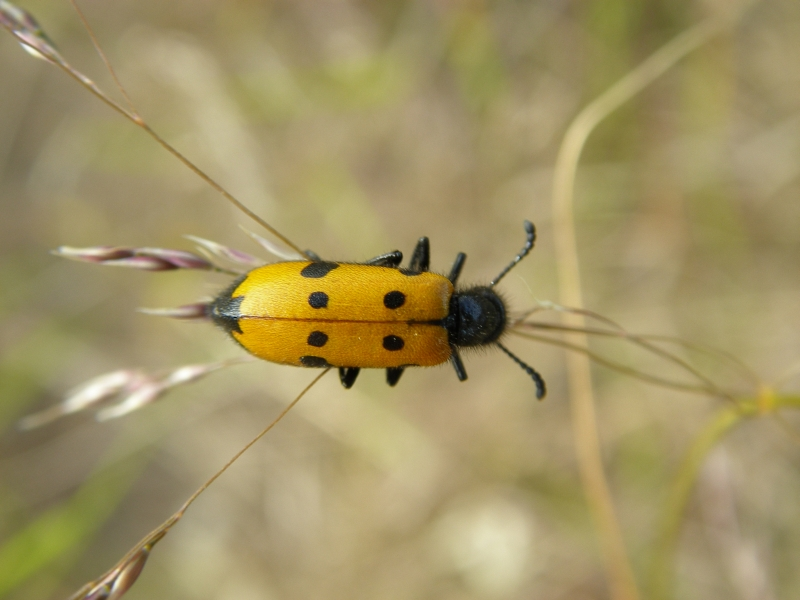
Mylabris quadripunctata

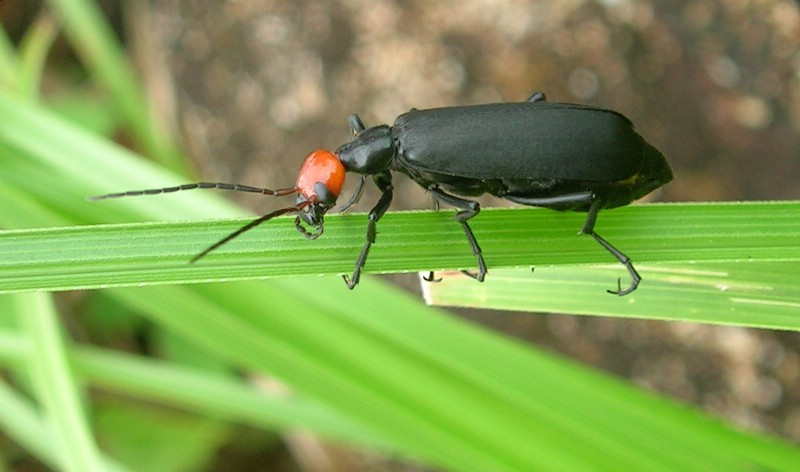
Majkovitý brouk z Indie

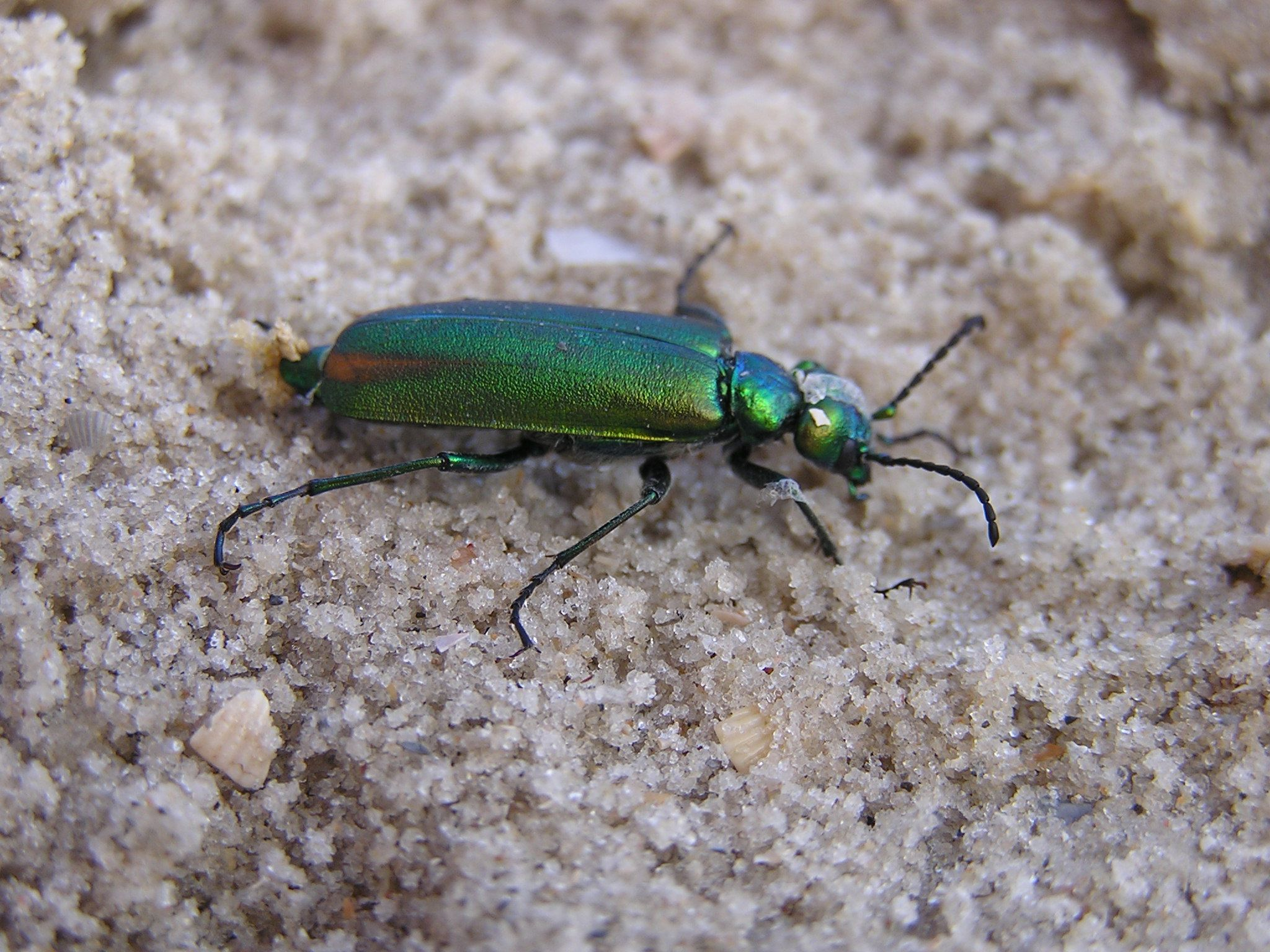
Lytta vesicatoria

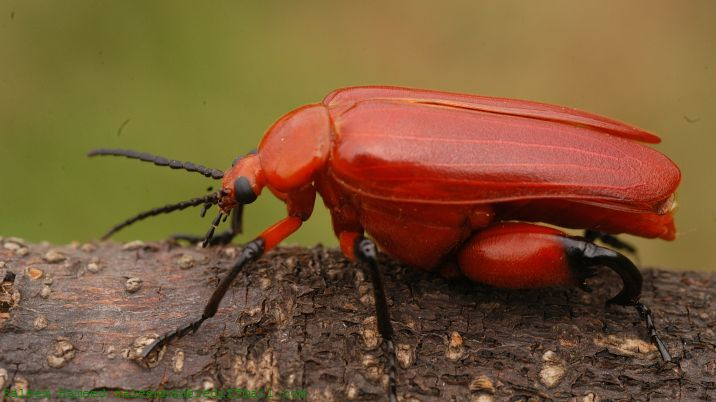
Brouk rodu Horia z Indie

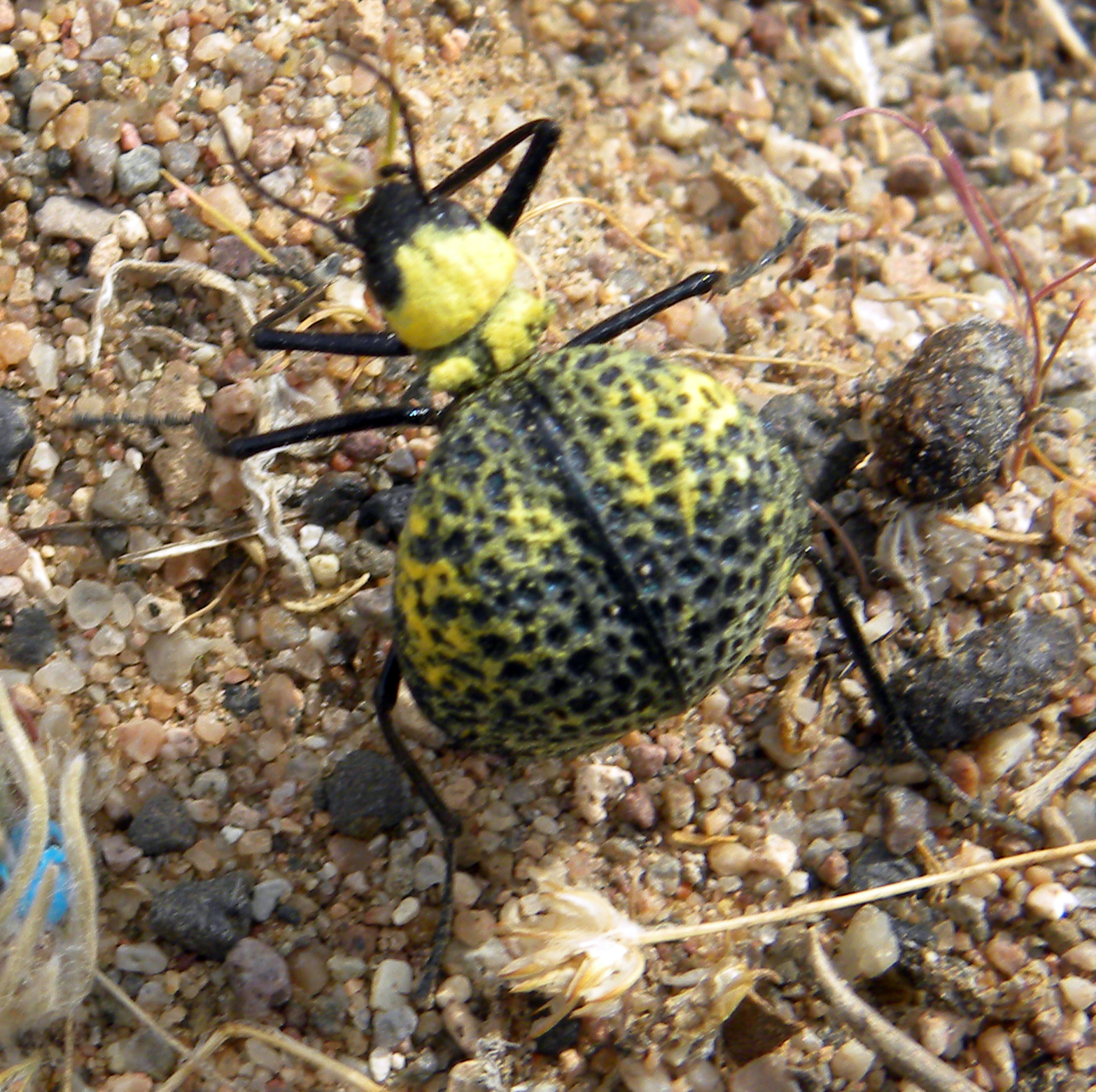
Cysteodemus armatus

Majkovití (Meloidae) jsou čeleď brouků obecně známých jako majky. Celosvětově je popsáno asi 2500 druhů.
V České republice patří mezi hojnější druhy majkovitých (i když hojnější znamená velmi omezený počet současných lokalit) puchýřník lékařský (Lytta vesicatoria), majka obecná (Meloe proscarabaeus), majka svraštělá (Meloe rugosus, syn. Eurymeloe rugosus) a majka fialová (Meloe violaceus, syn. Proscarabaeus violaceus).
Čeleď majkovití je charakteristická složitým parazitickým vývojem u blanokřídlých (Hymenoptera) či rovnokřídlých (Orthoptera) hostitelů. Tento vývoj se kvůli přítomnosti dalšího klidového stadia kromě kukly označuje nadproměna (hypermetabolie). Samičky majkovitých brouků kladou po jediném oplození množství vajíček, obvykle v několika kupičkách. Vajíčka zahrabávají do důlků v zemi. Vývoj z vajíčka začíná tradičním způsobem – líhnutím larvy. První larvální stadium se výrazně liší od následujících. Je pohyblivé a díky přítomnosti tří drápků na chodidlech označované jako triungulin. Triungulini setrvávají několik hodin až dnů ve velkém shluku, v tzv. gregariózní fázi, a potom se čile rozbíhají po okolí, přičemž směr jejich pohybu je ovlivněn přicházejícím světlem. Část druhů reprezentovaná např. majkou obecnou (Meloe proscarabaeus) má triunguliny, kteří vylézají na květy a čekají na své hostitele. Hostiteli jsou zástupci řádu blanokřídlých, na jejichž ochlupených tělech se triungulini zachycují a nechávají zanést do hnízda (fáze foreze), kde parazitují na jejich plodu. Množství triungulinů uhyne, protože se přichytí nesprávného hostitele (např. nevhodného druhu včely či motýla). U jiných majek (např. Meloe decorus) se předpokládá, že triungulini na květy nevylézají a nevyužívají foreze, naopak sami vyhledávají hostitelská hnízda a aktivně do nich pronikají (Lückman a Scharf 2004). Na lokalitách v Polabí s výskytem druhu M. decorus jsem sice skutečně nenalezl žádné triunguliny přichycené na blanokřídlém hmyzu, nicméně pokud jsem v zajetí inkubovaným triungulinům po skončení gregariózní fáze nabídl dělnice včely medonosné (Apis melifera), ochotně se jich přichycovali, zejména v místech ohybu kloubů noh. Jiné rody majkovitých mají rozdílné strategie a hostitele. Některé druhy údajně parazitují na drobných sarančích, které nanosily a jako potravu pro své larvy v zemních hnízdech shromáždily kutilky. O tomto způsobu vývoje se spekuluje např. u některých korunorožců r. Cerocoma (Dvořák 1983), ale není jisté, zda byli nalezení triungulini správně určeni a jakým způsobem se do hnízda kutilky dostali. Další rody (např. Mylabris) parazitují na sarančích přímo, u některých afrických druhů majkovitých byly popsány foretické vztahy se střevlíkovitými brouky apod. V hnízdech hostitelů se triungulini nechovají právě přátelsky. Nejdříve pozřou vajíčko či larvičku v některé hnízdní buňce a poté se promění v krátkonohou larvu 2. stadia. Začnou konzumovat zásoby shromážděné v buňce. Když larva majky dostatečně vyroste, změní se v klidové stadium nazvané pseudochrysalis, jež přezimuje a na jaře se z ní stává beznohá larva 3. stadia, která se teprve definitivně kuklí. Velikost vylíhnutého brouka (imaga) zjevně ovlivňuje kvalita a množství zásob shromážděných hostitelem, takže mezi majkami nacházíme výrazné individuální rozdíly ve velikosti. U některých druhů dokonce tak významné, že mají vliv na epigamní chování – někteří velmi malí samci pravděpodobně nejsou schopni kopulovat s velkými samicemi (vlastní pozorování). Celý průběh larválního vývoje není dosud u řady druhů dostatečně prozkoumán. Např. triungulini Meloe decorus byli vědecky popsáni teprve r. 1995, druhů M. brevicollis a M. rugosus r. 1997, M. rufiventris, M. uralensis a M. scabriusculus v r. 2004. Triungulini i z ČR historicky udávaného druhu M. hungarus a v Maďarsku žijící majky M. mediterraneus dosud známí nejsou. Larvy vyšších stadií uvedených druhů nebyly zatím pozorovány vůbec.

## Zajímavosti
- Larvy majek byly vůbec poprvé nalezeny v ochlupení včel. Carl Linné je popsal jako zvláštní bezkřídlé parazity – vši včelí (Pediculus apis). Jako včelí parazity Triungulinus andrenatarum je popsal rovněž L. Dufour. Teprve později byli triungulini identifikováni jako larvy majek. Jejich chování zpopularizoval ve slavném díle Souvenirs Entomologiques (1879–1899) známý francouzský přírodovědec a entomolog J. H. Fabre, který navázal na pozorování anglického badatele G. Newporta.
- Puchýřníci dostali své jméno proto, že vylučují jedovatou chemickou sloučeninu kantaridin, která způsobuje bolestivé otoky a puchýře na pokožce. Kantaridin byl používán jako afrodisiakum, zevně jako dermatologikum proti bradavicím, vnitřně jako abortivum a jed. Lidový název pro puchýřníky je španělské mušky a označuje se tak i droga získávaná z puchýřníků. Působí dráždivě na močovou a rozmnožovací soustavu.

## Taxonomie
- Podčeleď Eleticinae
  - Rod Derideini
    - Anthicoxenus
    - Deridea
    - Iselma
    - Iselmeletica

  - Rod Eleticini
    - Eletica

  - Rod Morphozonitini
    - Ceriselma
    - Morphozonitis
    - Steniselma

  - Rod Spasticini
    - Eospasta
    - Protomeloe
    - Spastica
    - Xenospasta
- Podčeleď Meloinae
  - Rod Cerocomini
    - Anisarthrocera
    - Cerocoma
    - Diaphorocera
    - Rhampholyssa
    - Rhampholyssodes

  - Rod Epicautini
    - Denierella
    - Epicauta
    - Linsleya
    - Psalydolytta

  - Rod Eupomphini
    - Cordylospasta
    - Cysteodemus
    - Eupompha
    - Megetra
    - Phodaga
    - Pleropasta
    - Tegrodera

  - Rod Lyttini
    - Acrolytta
    - Afrolytta
    - Alosimus
    - Berberomeloe
    - Cabalia
    - Dictyolytta
    - Eolydus
    - Epispasta
    - Lagorina
    - Lydomorphus
    - Lydulus
    -  Lydus
    - Lytta
    - Lyttolydulus
    - Lyttonyx
    - Megalytta
    - Muzimes
    - Oenas
    - Parameloe
    - Paroenas
    - Physomeloe
    - Prionotolytta
    - Prolytta
    - Pseudosybaris
    - Sybaris
    - Teratolytta
    - Tetraolytta
    - Trichomeloe

  - Rod Meloini
    - Cyaneolytta
    - Lyttomeloe
    - Meloe
    - Spastomeloe
    - Spastonyx

  - Rod Mylabrini
    - Actenodia
    - Ceroctis
    - Croscherichia
    - Hycleus
    - Lydoceras
    - Mimesthes
    - Mylabris
    - Paractenodia
    - Pseudabris
    - Semenovilia
    - Xanthabris

  - Rod Pyrotini
    - Bokermannia
    - Brasiliota
    - Denierota
    - Glaphyrolytta
    - Lyttamorpha
    - Picnoseus
    - Pseudopyrota
    - Pyrota
    - Wagneronota

  - Neklasifikovaná skupina
    - Australytta
    - Calydus
    - Gynapteryx

  - Neklasifikovaná skupina
    - Oreomeloe

  - Neklasifikovaná skupina
    - Pseudomeloe
- Podčeleď Nemognathinae
  - Rod Horiini
    - Cissites
    - Horia
    - Synhoria

  - Rod Nemognathini
    - Cochliophorus
    - Euzonitis
    - Gnathium
    - Gnathonemula
    - Leptopalpus
    - Megatrachelus
    - Nemognatha
    - Palaestra
    - Palaestrida
    - Pseudozonitis
    - Rhyphonemognatha
    - Stenodera
    - Zonitis
    - Zonitodema
    - Zonitolytta
    - Zonitomorpha
    - Zonitoschema

  - Rod Sitarini
    - Allendeselazaria
    - Apalus
    - Ctenopus
    - Glasunovia
    - Nyadatus
    - Sitaris
    - Sitarobrachys
    - Stenoria

  - Neklasifikovaná skupina
    - Hornia
    - Tricrania

  - Neklasifikovaná skupina
    - Onyctenus
    - Sitaromorpha
- Podčeleď Tetraonycinae
  - Rod Tetraonycini
    - Meloetyphlus
    - Opiomeloe
    - Tetraonyx